# Onthophagus variolicollis
Onthophagus variolicollis är en skalbaggsart som beskrevs av Lea 1923. Onthophagus variolicollis ingår i släktet Onthophagus och familjen bladhorningar. Inga underarter finns listade i Catalogue of Life.